# Pine, Arizona
Pine je naseljeno područje za statističke svrhe u američkoj saveznoj državi Arizona. Pine su osnovale četiri mormonske obitelji 1879. godine. Prema popisu stanovništva iz 2010. u njemu je živjelo 1,963 stanovnika.